# Heinrich Hübsch

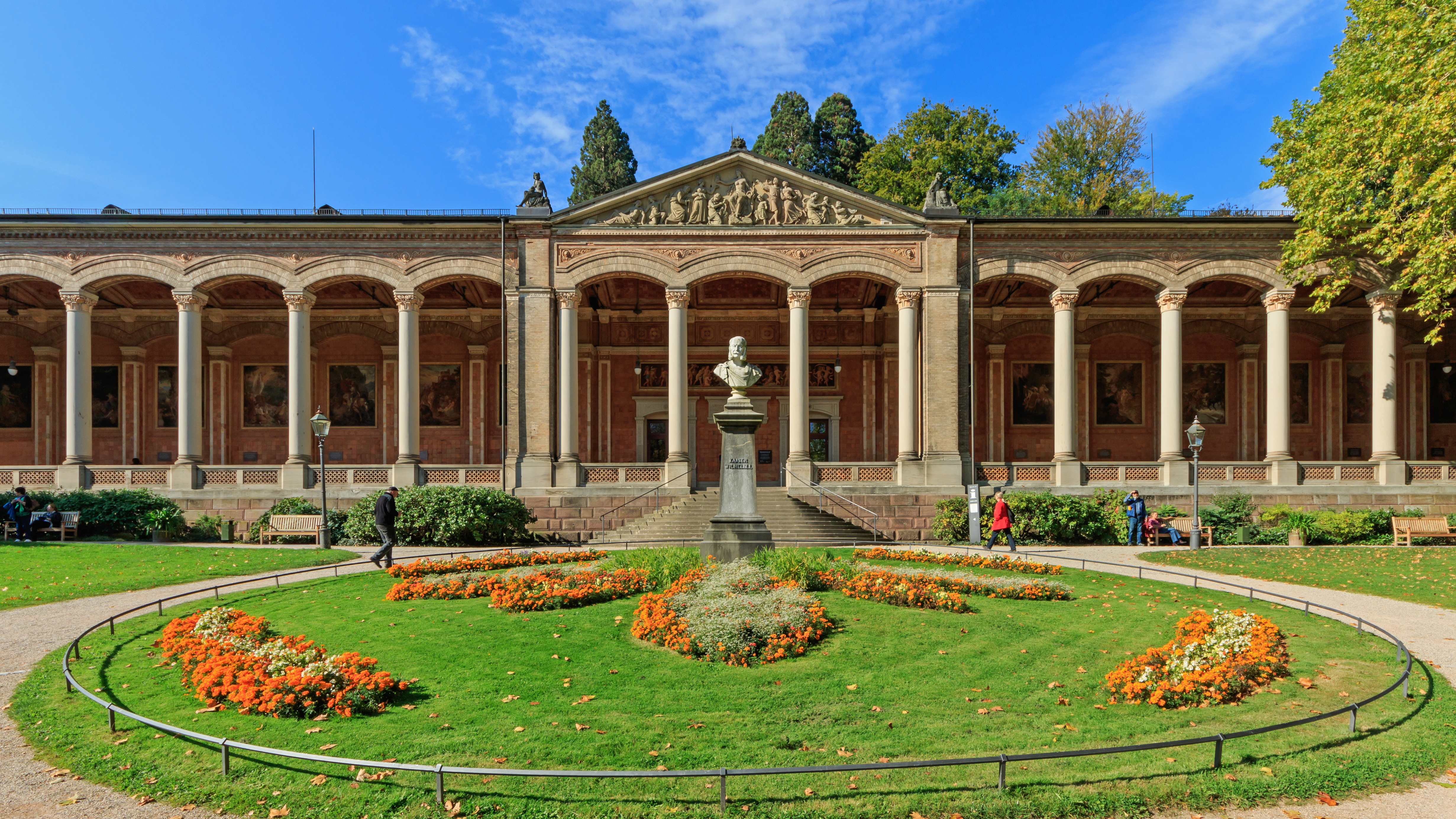
Kurhuset i Baden-Baden

Heinrich Hübsch, född 9 februari 1795 i Weinheim, död 3 april 1863 i Karlsruhe, var en tysk arkitekt.
Hübsch studerade först vid universitetet i Heidelberg och blev 1815 arkitekturelev. Efter ett par resor till Italien blev han 1827 kallad till Karlsruhe, där han utförde flera stora byggnader. Hans främsta verk är Konstskolan i Karlsruhe. Vidare märks av honom kurhuset i Baden-Baden och flera kyrkor i trakten av Karlsruhe. År 1845 restaurerade han Speyers domkyrka mycket hårdhänt.
År 1828 utgav han skriften In welchem Style sollen wir bauen?, i vilken han förespråkade den så kallade Rundbogen-stilen. Bland hans övriga skrifter märks Die Architektur und ihr Verhältnis zur heutigen Malerei und Skulptur (1847), i vilken han framlade sina grundsatser samt Die altkristlichen Kirchen (1859-63), vilken fick stor uppmärksamhet och även översattes till franska.